# Targa Libero Ferrario
La Targa Libero Ferrario è una corsa in linea maschile di ciclismo su strada che si svolge a Parabiago, in provincia di Milano, con cadenza annuale.
Corsa per la prima volta nel 1932, è organizzata dal G.C. Libero Ferrario e intitolata al parabiaghese Libero Ferrario, ciclista campione del mondo dilettanti nel 1923. Storicamente riservata ai dilettanti, al 2023 è inclusa nel calendario nazionale della Federazione Ciclistica Italiana come prova di classe 1.12, aperta a Elite e Under-23.

## Albo d'oro
Aggiornato all'edizione 2023.
| Anno      | Vincitore                             | Secondo                               | Terzo                                 |
| --------- | ------------------------------------- | ------------------------------------- | ------------------------------------- |
| 1932      |                                       |                                       |                                       |
| 1933      | Adamo Dabini                          | Giuseppe Magni                        | Giuseppe Baroni                       |
| 1934-1944 | non disputata                         | non disputata                         | non disputata                         |
| 1945      | Carlo Moscardini                      |                                       |                                       |
| 1946      | Giuseppe Piotto                       | Angelo Spagnoli                       | Ubaldo Prampolini                     |
| 1947      |                                       |                                       |                                       |
| 1948      | Giuseppe Colombo                      |                                       |                                       |
| 1949      | Luciano Della Bella                   |                                       |                                       |
| 1950      | Luigi Cabrioli                        |                                       |                                       |
| 1951      | Mario Nava                            |                                       |                                       |
| 1952      |                                       |                                       |                                       |
| 1953      |                                       |                                       |                                       |
| 1954      |                                       |                                       |                                       |
| 1955      | Luciano Rigo                          |                                       |                                       |
| 1956      | Primo Nardello                        |                                       |                                       |
| 1957      | Alfredo Bonariva                      |                                       |                                       |
| 1958      | Tranquillo Scudellaro                 |                                       |                                       |
| 1959      | Franco Alberti                        |                                       |                                       |
| 1960      | Vincenzo Buti                         |                                       |                                       |
| 1961      | Paolo Antonini                        |                                       |                                       |
| 1962      | Giampiero Macchi                      |                                       |                                       |
| 1963      | Giampiero Macchi                      |                                       |                                       |
| 1964      | Luigi Borghetti                       |                                       |                                       |
| 1965      | Luigi Borghetti                       |                                       |                                       |
| 1966      | Alberto Morellini                     |                                       |                                       |
| 1967      | Umberto Mantovani                     |                                       |                                       |
| 1968      | Francesco Plebani                     | Giovanni Pifferi                      | Gabriele Gazzetta                     |
| 1969      | Arnaldo Caverzasi                     |                                       |                                       |
| 1970      | Francesco Plebani                     |                                       |                                       |
| 1971      | Franco Preda                          |                                       |                                       |
| 1972      | Francesco Livio                       |                                       |                                       |
| 1973      | Roberto Ceruti                        |                                       |                                       |
| 1974      | Roberto Ceruti                        | Pierangelo Dell'Acqua                 | Fausto Stiz                           |
| 1975      | Umberto Mantovani                     | Gabriele Mirri                        | Osvaldo Bettoni                       |
| 1976      | Giovanni Mantovani                    |                                       |                                       |
| 1977      |                                       |                                       |                                       |
| 1978      |                                       |                                       |                                       |
| 1979      |                                       |                                       |                                       |
| 1980      | Walter Delle Case                     |                                       |                                       |
| 1981      | Alberto Saronni                       |                                       |                                       |
| 1982      | Giovanni Bottoia                      |                                       |                                       |
| 1983      | Flavio Tesini                         |                                       |                                       |
| 1984      | Antonio Leali                         |                                       |                                       |
| 1985      | Samuele Borilla                       |                                       |                                       |
| 1986      | Enrico Pezzetti                       | Mauro Ricciutelli                     | Angelo Corini                         |
| 1987      | Walter Brambilla                      |                                       |                                       |
| 1988      | Angelo Corini                         |                                       |                                       |
| 1989      | Simone Tomi                           |                                       |                                       |
| 1990      | Gianvito Martinelli                   |                                       |                                       |
| 1991      | Marco Serpellini                      |                                       |                                       |
| 1992      | Maurizio Tomi                         |                                       |                                       |
| 1993      | Ermanno Tonoli                        |                                       |                                       |
| 1994      | Ermanno Tonoli                        |                                       |                                       |
| 1995      | Mikael Ohlsson                        |                                       |                                       |
| 1996      | Ermanno Tonoli                        |                                       |                                       |
| 1997      | Mirko Marini                          |                                       |                                       |
| 1998      | Roberto Savoldi                       |                                       |                                       |
| 1999      | Sebastiano Scotti                     |                                       |                                       |
| 2000      | Luca Cappa                            |                                       |                                       |
| 2001      | Jurij Metlušenko                      | Giacomo Montanari                     | Maurizio Biondo                       |
| 2002      | Maurizio Bellin                       |                                       |                                       |
| 2003      | Giacomo Vinoni                        | Paride Grillo                         | Mattia Gavazzi                        |
| 2004      | Mariano Giallorenzo                   | Mattia Gavazzi                        | Enrico Rossi                          |
| 2005      | Enrico Rossi                          | Antonio Bucciero                      | Denis Shkarpeta                       |
| 2006      | Francesco Tizza                       | Alberto Di Lorenzo                    | Volodymyr Zahorodnyj                  |
| 2007      | Edoardo Costanzi                      | Alessandro Bernardini                 | Cristiano Benenati                    |
| 2008      | Michele Merlo                         | Edoardo Costanzi                      | Marco Depetris                        |
| 2009      | Giacomo Nizzolo                       | Edoardo Costanzi                      | Enrico Montanari                      |
| 2010      | Eugert Zhupa                          | Marco Prodigioso                      | Giacomo Nizzolo                       |
| 2011      | Alessio Vescovo                       | Alberto Cornelio                      | Giorgio Bocchiola                     |
| 2012      | Rino Gasparrini                       | Andrea Dal Col                        | Sebastiano Dal Cappello               |
| 2013      | Francesco Rosa                        | Eduard Michael Grosu                  | Luca Pacioni                          |
| 2014      | Luca Pacioni                          | Riccardo Minali                       | Simone Consonni                       |
| 2015      | annullata per maltempo                | annullata per maltempo                | annullata per maltempo                |
| 2016      | Matteo Moschetti                      | Carloalberto Giordani                 | Samuele Oliveto                       |
| 2017      | Stefano Oldani                        | Francesco Benvenuti                   | Leonardo Moggio                       |
| 2018      | Giovanni Lonardi                      | Matteo Furlan                         | Gregorio Ferri                        |
| 2019      | Daniele Cazzola                       | Filippo Stocco                        | Stefano Gandin                        |
| 2020      | annullata per la pandemia di COVID-19 | annullata per la pandemia di COVID-19 | annullata per la pandemia di COVID-19 |
| 2021      | Mattia Pinazzi                        | Alessio Portello                      | Lorenzo Cataldo                       |
| 2022      | Michael Belleri                       | Pier Elis Belletta                    | Ilia Schegolkov                       |
| 2023      | Davide Boscaro                        | Louis Moore                           | Pier Elis Belletta                    |